# 基拉加斯普林斯 (加利福尼亞州)
基拉加普斯普林斯（英語：Kilaga Springs）是位於美國加利福尼亞州普萊瑟縣的一個非建制地區。該地的面積和人口皆未知。

## 地理
基拉加普斯普林斯的座標為38°58′16″N 121°14′53″W / 38.97111°N 121.24806°W，而該地的平均海拔高度為155米（即509英尺）。